# Sosxetra actinobola
Sosxetra actinobola là một loài bướm đêm trong họ Noctuidae.